# Дантас, Дамирис
Дамирис Дантас ду Амарал (порт. Damiris Dantas do Amaral; род. 17 ноября 1992 года, Феррас-ди-Васконселус, штат Сан-Паулу, Бразилия) — бразильская профессиональная баскетболистка, которая выступает в женской национальной баскетбольной ассоциации в клубе «Индиана Фивер». Была выбрана на драфте ВНБА 2012 года в первом раунде под общим двенадцатым номером командой «Миннесота Линкс». Играет на позиции центровой.

## Ранние годы
Дамирис Дантас родилась 17 ноября 1992 года в муниципалитете Феррас-ди-Васконселус, входящем в агломерацию Сан-Паулу (штат Сан-Паулу).